# 严仁英
严仁英（1913年11月26日—2017年4月16日），女，天津人，祖籍浙江慈溪，中国妇产科、妇女保健学专家。被誉为“中国围产保健之母”。

## 生平
严仁英1913年出生在天津的严翰林胡同，其祖父是中国教育家、南开系列学校创办人之一的严修。她1932年毕业于天津南开中学考入清华大学生物系，1935年考入北平协和医学院，师从林巧稚。1940年，她博士毕业，在国立第一助产学校工作，直至1942年辞去工作与王光超结婚。1945年，她转入北平大学医学院工作，1946年北平大学医学院被并入北京大学。1948年，她被派遣去哥伦比亚大学进修一年，至1949年末回国从事医护工作，替妓女检查身体。1951年，她成为慰问团成员，两次访问朝鲜战争前线，1951年12月加入九三学社。文化大革命期间，她因身份特殊而被迫害，1979年文革结束后担任北京大学第一医院院长，创办中华围产医学杂志。
2017年4月16日，严仁英在北京逝世，享嵩壽104岁。

## 家庭
费市严家后人。丈夫王光超为劉少奇夫人王光美的哥哥。1942年与结婚，2003年王光超逝世。

## 著作
- 《妇产科学辞典》
- 《围产医学基础》
- 《妇女卫生保健学》
- 《实用优生学》
- 《实用优生手册》